# Hobbi

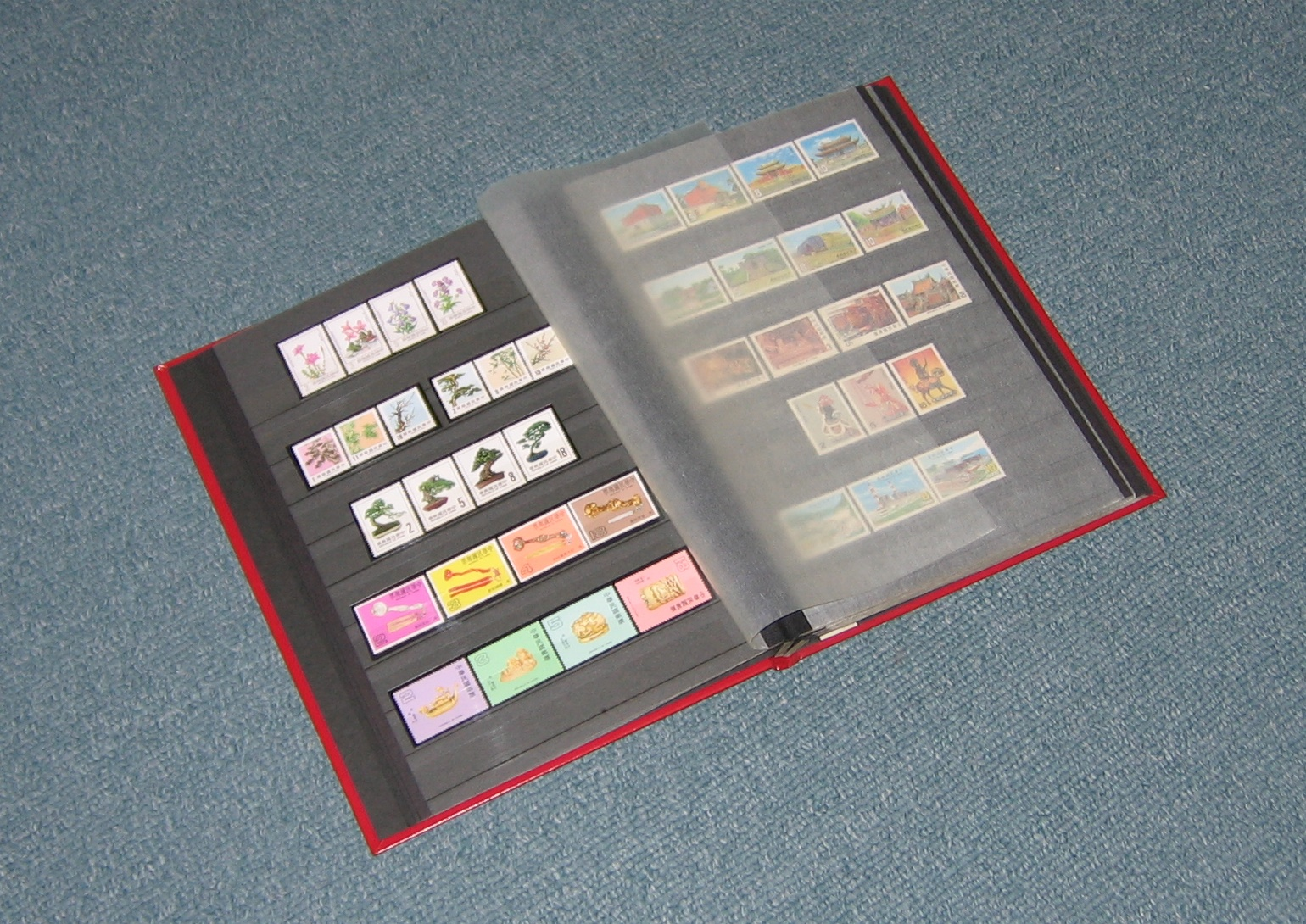
A bélyeggyűjtés egy népszerű hobbi

A hobbi (eredeti angol írásmóddal hobby) a korábbi „passzió” vagy a szabadidőben végzett, pihenést, kikapcsolódást szolgáló, örömöt szerző  tevékenységek gyűjtőneve. Egyes hobbitevékenységek egyben  gazdasági haszonnal is járhatnak, pl. a hobbikert művelése. 
A magyar nyelvben először az Idegen szavak szótárának 1957-es kiadásában jelent meg. 

## A szó eredete
A középkori Angliában a solymászat igen népszerű időtöltés volt, és az összes e célból használt különböző madár közül talán a kabasólyom (angolul Eurasian Hobby, latinul Falco subbuteo) volt a legnépszerűbb. Állítólag innen ered az átvett angol szó.
Egy másik magyarázat szerint az elnevezés egy másik pihenéssel kapcsolatos, hobby-nak nevezett állatról kapta a nevét: ez az állat egy kis termetű versenyló fajta volt. A „hobby-horse” kifejezés egy faragott botot, vagy „vesszőparipát” jelölt, amilyent a két lába közé kapva a magyar gyerekek is használtak régebben „lovacskázáshoz”. Innen ered a „to ride one's hobby-horse” angol kifejezés, ami magyarul azt jelenti, hogy "kedvenc időtöltésének áldoz", vagyis valamilyen kikapcsolódás jelleggel végzett tevékenységet folytat.

## A hobbi formái
Hobbija az embernek érdeklődés és örömszerzés miatt van, nem anyagi eredményekért. Hobbi például különböző tárgyak gyűjtése, a barkácsolás, a sport és a művelődés is. Az elmélyülten végzett hobbitevékenységnek következménye lehet, hogy valaki alapos ismeretekre, jártasságra és készségre, tudásra és tapasztalatra tesz szert egy vagy több területen. A cél mégsem az előbbi, hanem az önmegvalósítás, vágyak kiélése, a személyes célok megvalósítása.
A hobbi meghatározásában fontos tényező, hogy mennyire lehetne abból a tevékenységből megélni. Szinte semelyik hobbi sem ad erre alkalmat, de sokan folytatnak mégis „hobbi”-ként gazdasági tevékenységet, a kertészkedéstől kezdve, a gépkocsiszerelésen át egészen a program vagy zene CD másolásig, de akár még a videójátékkal, élő adásokkal.
A hobbiként, amatőrként végzett tevékenység is járhat olyan eredményekkel, amelyek a „hivatásos”, művészi vagy tudományos körökben is elismerést arat. 
A hobbi tevékenységnek lehetnek jótékony terápiás hatásai, de az erős vágy kiélése el is fajulhat, kényszeres tevékenységgé vagy szenvedéllyé is válhat (mánia). A hobbik kellékei köré iparágak is nőttek (szórakoztatás), továbbá számtalan ember dicsekszik azzal, hogy a kereső foglalkozása egyben a hobbija is, azaz szívesen végezne ugyanazt akár ingyen is, mivel a munkával járó lelki jutalmak (például a hiúság, a magamutogatás, a szereplési vágy stb. kiélése) kárpótolják őt érte, és egyébként meg már nem szorul állandó, rendszeres jövedelemszerzésre.
A hobbi tevékenységet manapság már nem a kő kemény barkácsoláson értjük, ami azzal jár, hogy nehéz fizikai munkával kivágunk fa hasábokat, azokat összeszögeljük, hanem az alapfolyamatokat már helyettünk elvégezték, nekünk csak a különféle célokra gyártott natúr termékeket és az azokat könnyen feldíszítő, gyorsan száradó, bárkiből művészt csiholó termékeket kell megvennünk, amivel pillanatok alatt csodálatos dolgokat készíthetünk. A gomba módra szaporodó hobbi-boltok  például sokféle faárut, kiegészítőket, festékeket, decoupage készleteket kínálnak.

## Külső hivatkozások
- Outdoor programok.lap.hu - linkgyűjtemény